# Nutrición psiquiátrica
La nutrición psiquiátrica o psiquiatría nutricional es una rama científica relativamente nueva de la psiquiatría y las primeras publicaciones científicas concernientes al tema se sitúan en la última década, y el término "nutritional psychiatry" fue acuñado en el 2009 por el investigador en nutrición Jerome Sarris.
El campo de estudio de esta disciplina se enfoca principalmente en la búsqueda y el descubrimiento de evidencia científica plausible, sobre la inferencia que tiene la calidad alimenticia (y el aporte de nutrientes) en los procesos neurofisiológicos y cognoscitivos de los individuos; y como esto se ve reflejado en la salud mental.
La evidencia que aportan las investigaciones en este tema, tienen como base la existencia de numerosas vías fisiológicas implicadas en la génesis de la patología mental y que pueden ser potencialmente moduladas por medio de la nutrición.
1. Vías biológicas de neuro-inflamación.- La inflamación crónica de bajo grado se caracteriza por un aumento de la actividad inmune, tanto celular como humoral (citoquinas) y de sus proteínas pro-inflamatorias (o reactantes de fase aguda) que influyen en la neuroconducción y neuromodulación[3] y que están ampliamente vinculados en el desarrollo de trastornos mentales muy prevalentes, como lo es la Depresión, los Trastornos de ansiedad, el Trastorno afectivo bipolar, el Trastorno Neurocognitivo Mayor y la Esquizofrenia.[4]
2. Estrés oxidativo.[5]- El estrés oxidativo está implicado en varias enfermedades crónicas y parece ser relevante en las enfermedades mentales. Un reciente metaanálisis que incluyó 115 estudios determinó la baja cantidad de antioxidantes durante los episodios agudos del paciente deprimido. La abundancia de los antioxidantes naturales en algunos alimentos abre una posible vía preventiva de la depresión a través de la nutrición.
3. Eje neuro- intestinal y microbioma intestinal.[6][7]- Dentro del hipocampo la neurogénesis se encuentra asociada con el aprendizaje, la memoria y el estado de ánimo, mientras que la enfermedad mental implica una alteración en la neurogénesis. Actualmente ya es amplia la evidencia en torno a la investigación clínica sobre el efecto de la dieta sobre esta vía y se han realizado estudios preliminares que apoyan el papel de la dieta, ya que mejoran los niveles del factor neurotrófico derivado del cerebro (FNDC).
4. Plasticidad cerebral.[8][9]- La microbiota está implicada en varias de las vías neurobiológicas conectadas con las enfermedades mentales, incluyendo la modulación del FNDC, los neurotransmisores de la serotonina, la función inmune y la implicación de psiconeuroendocrinológica a la respuesta del estrés.
5. Disfunción mitocondrial.- El deterioro en la producción de la energía mitocondrial está asociado con la depresión, esquizofrenia y especialmente con el trastorno bipolar. Recientemente se han publicado estudios con nutracéuticos como la coenzima Q10, la L- carnitina, la N-Acetilcisteína y algunos antidepresivos, donde se han obtenido buenos resultados con modelos animales. En el artículo también se analizan diversas intervenciones nutricionales desde el estudio de Opie R.S et al, pasando por el estudio PREDIMED hasta los resultados del ensayo clínico SMILES y finaliza con las intervenciones de los nutracéuticos en la enfermedad mental como los ácidos grasos Omega-3, la vitamina D, la S- Adenosil- metionina, el triptófano, la N-Acetilcisteína, entre otros.

Las investigaciones realizadas en la psiquiatría nutricional abren un nuevo enfoque en las estrategias de prevención de las enfermedades mentales, en el año 2015 fue creada la "Sociedad Internacional para la Investigación de la Psiquiatría Nutricional" (International Society for Nutritional Psychiatry Research) los expertos en el área refieren la importancia de incrementar estudios clínicos y cohortes amplias que integren la evidencia existente, con el fin de fortalecerla y llevarla a gran escala por medio de iniciativas públicas.